# Cacostola ornata
Cacostola ornata är en skalbaggsart som beskrevs av Edmond Jean-Baptiste Fleutiaux och Sallé 1889. Cacostola ornata ingår i släktet Cacostola och familjen långhorningar.
Artens utbredningsområde är:
- Guadeloupe.
- Martinique.

Inga underarter finns listade.